# قائمة رؤساء تونس

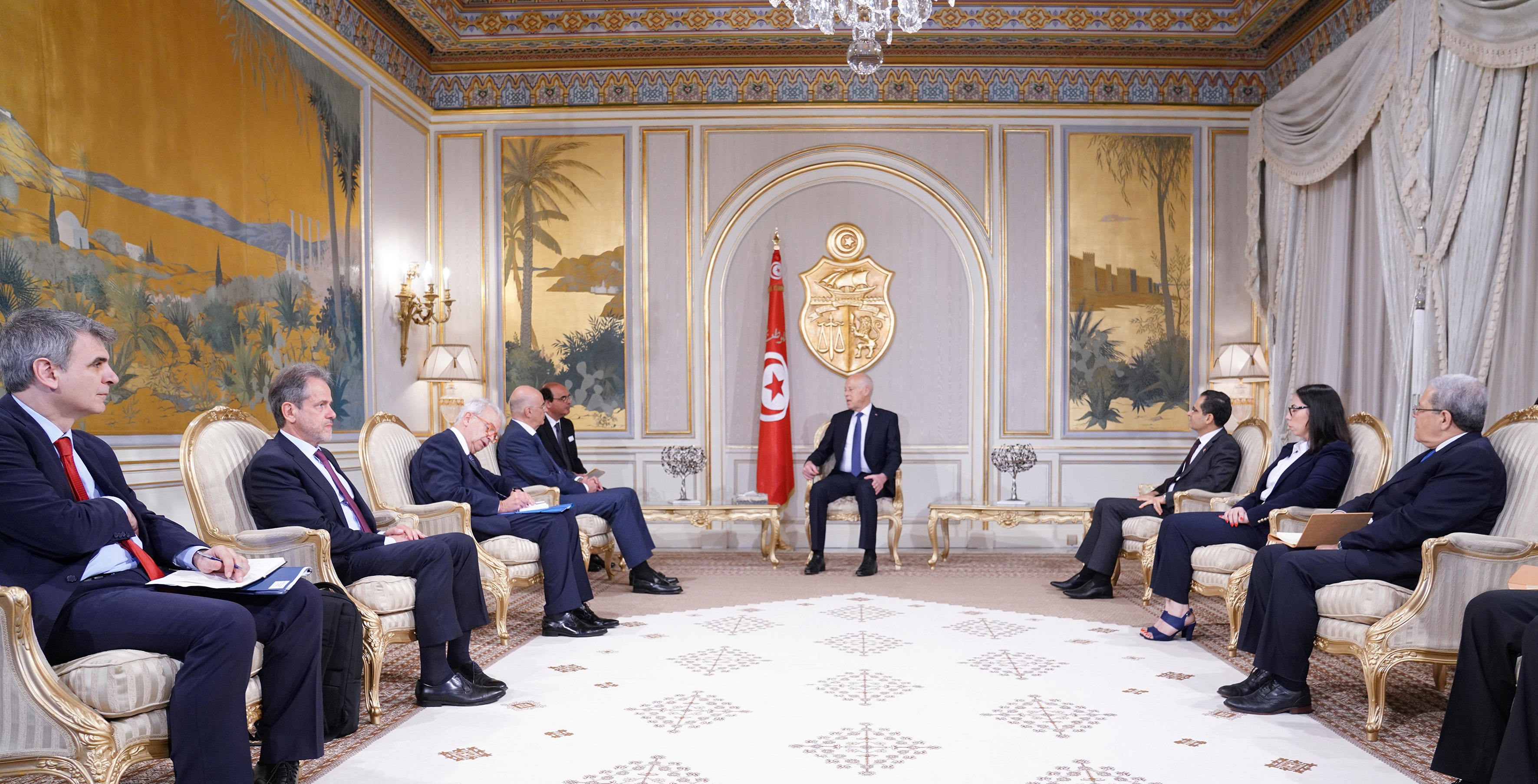
لقاء وزير الخارجية اليوناني نيكوس ديندياس مع الرئيس التونسي قيس سعيد في القصر الرئاسي بقرطاج يوم 29 يونيو 2020.

رئيس الجمهورية التونسية هو رأس الدولة في تونس، ينتخب مباشرة من قبل الشعب لولاية مدتها خمس سنوات. يقود صاحب المنصب السلطة التنفيذية التونسية بمساعدة حكومة يرأسها رئيس حكومة و ذلك حسب الدستور الحالي للدولة وهو أيضاً القائد الأعلى للقوات المسلحة. منذ إنشاء المنصب في 25 يوليو 1957، شغل 7 رجال منصب الرئيس. الرئيس السابع والرئيس الحالي هو قيس سعيد منذ 23 أكتوبر 2019. يوجد حاليًا ثلاثة رؤساء سابقين على قيد الحياة. وكان آخر رئيس توفي هو زين العابدين بن علي في 19 سبتمبر 2019.
كانت رئاسة محمد الناصر، الذي تولى منصب القائم بأعمال الرئيس بعد وفاة الرئيس الباجي قائد السبسي، هي الأقصر في تاريخ تونس (90 يومًا). الحبيب بورقيبة، صاحب أطول فترة رئاسية إمتدت لأكثر من ثلاثين عامًا (25 يوليو 1957–7 نوفمبر 1987)، قبل أن يُقال من منصبه من قبل رئيس وزرائه زين العابدين بن علي بعد انقلاب 7 نوفمبر 1987. منذ المصادقة على الدستور التونسي السابق في عام 2014، لم يعد هناك أي شخص قد ينتخب رئيسا أكثر من مرتين. من بين أولئك الذين شغلوا منصب رئيس الدولة، توفي واحد فقط في منصبه لأسباب طبيعية (الباجي قائد السبسي)، واثنان تمت إزالتهما (حبيب بورقيبة وزين العابدين بن علي) وتولى اثنان المنصب كرئيسين مؤقتين (فؤاد المبزع ومحمد الناصر).

العلم الرئاسي التونسي

## خلفية
حكم تونس سبعة رؤساء منذ إعلان الجمهورية في 25 يوليو 1957:
- تم تعيين الحبيب بورقيبة رئيسًا من قبل المجلس القومي التأسيسي التونسي في 25 يوليو 1957، حتى انتخاب رئيس دائم. بعد سن الدستور في 1 يونيو 1959، أجريت انتخابات رئاسية في 8 نوفمبر 1959. لكونه المرشح الوحيد لمنصب، حصل على 91% من الأصوات ليخدم لمدة خمس سنوات. تم انتخابه ثلاث مرات دون معارضة. بعد فترة وجيزة من فوزه بولايته الرابعة الكاملة، أُعلن رئيسًا مدى الحياة. وظل في منصبه حتى خلعه في انقلاب 7 نوفمبر 1987، الذي نظمه رئيس وزرائه زين العابدين بن علي.
- كان زين العابدين بن علي رئيس الوزراء ووزير الداخلية في عهد الحبيب بورقيبة. أعلن بن علي أن بورقيبة غير لائق طبيا للخدمة في 7 نوفمبر 1987. وبموجب الدستور، أصبح زين العابدين بن علي رئيسًا بالوكالة بانتظار إجراء انتخابات جديدة. تم انتخاب بن علي دون معارضة لولاية كاملة مدتها خمس سنوات في 2 أبريل 1989، وأعيد انتخابه ثلاث مرات أخرى (المرة الأولى بدون معارضة). في 14 يناير 2011، سقط نظامه في الثورة التونسية التي بدأت في 17 ديسمبر 2010. تولى محمد الغنوشي رئيس وزرائه رئاسة الجمهورية ليوم واحد وشغل منصب الرئيس بالإنابة.
- تم تعيين فؤاد المبزع من قبل المجلس الوطني التأسيسي ليكون رئيساً بالإنابة في 15 يناير 2011.[1] وبموجب المادة 57 من الدستور، كان من المفترض إجراء الانتخابات بين 45 و 60 يومًا بعد تعيين المبزع. لكن في 3 مارس 2011، أعلن إلغاء دستور تونس 1959 وانتخاب جمعية تأسيسية كان عليها صياغة دستور جديد. لذلك، ظل رئيسًا بالإنابة لحين إجراء انتخابات جديدة.[2]
- تم انتخاب المنصف المرزوقي رئيسًا من قبل المجلس الوطني التأسيسي في 12 ديسمبر 2011. وفي اليوم التالي تم تنصيبه، مما جعله أول رئيس لا يكون عضوًا في الحزب الحاكم. خلال الانتخابات الرئاسية 2014، هُزم من قبل رئيس الوزراء السابق الباجي قائد السبسي وترك منصبه في 31 ديسمبر 2014.
- أصبح الباجي قائد السبسي أول رئيس يتم انتخابه بالاقتراع العام بعد الثورة في 21 ديسمبر 2014.[3] في 31 ديسمبر 2014، تولى منصب الرئيس الخامس لتونس وأول رئيس يتم انتخابه بحرية.[4] توفي في 25 يوليو 2019 وخلفه محمد الناصر رئيساً بالإنابة.[5][6]
- أصبح محمد الناصر رئيساً بالإنابة بموجب المادتين 84 و 85 من الدستور في 25 يوليو 2019،[7] بعد وفاة الرئيس الباجي قائد السبسي في منصبه.[8] وفقًا للدستور، كان على الناصر أن يعمل كرئيس بالوكالة لمدة لا تزيد عن 90 يومًا، كان من المقرر إجراء انتخابات رئاسية مبكرة خلالها. كان من المقرر بالفعل إجراء انتخابات في نوفمبر 2019، ولكن تم تقديمها إلى سبتمبر لضمان أداء رئيس جديد اليمين قبل 90 يومًا.
- انتُخب قيس سعيد في سبتمبر 2019.[9] وتولى المنصب في 23 أكتوبر 2019 باعتباره الرئيس الثاني (المرزوقي الأول) الذي لم يكن تابعا لإرث بورقيبة.[10]

## القائمة
المفتاح
- الحزب الحر الدستوري الجديد
- الحزب الاشتراكي الدستوري
- التجمع الدستوري الديمقراطي
- المؤتمر من أجل الجمهورية
- نداء تونس
- مستقل (بدون حزب)

| الرقم | الصورة | الرئيس                                                                           | الفترة الرئاسية                                                  | الحزب                                         | الحزب                                                                   | العهدة                                                                              | العهدة                                          | ملاحظات |
| الرقم | الصورة | الرئيس                                                                           | الفترة الرئاسية                                                  | الحزب                                         | الحزب                                                                   | الانتخابات                                                                          | المدة                                           | ملاحظات |
| ----- | ------ | -------------------------------------------------------------------------------- | ---------------------------------------------------------------- | --------------------------------------------- | ----------------------------------------------------------------------- | ----------------------------------------------------------------------------------- | ----------------------------------------------- | --- |
| 1     |        | رئيس الجمهورية الحبيب بورقيبة 3 أغسطس 1903 – 6 أبريل 2000 (العمر 96 سنة)         | البداية: 25 يوليو 1957 النهاية: 7 نوفمبر 1987                    |                                               | الحزب الحر الدستوري الجديد                                              | مؤقت                                                                                | البداية: 25 يوليو 1957 النهاية: 8 نوفمبر 1959   | ألغى البرلمان النظام الملكي وعين رئيس الوزراء بورقيبة رئيسا مؤقتا.                                           |
| 1     | 1959   | رئيس الجمهورية الحبيب بورقيبة 3 أغسطس 1903 – 6 أبريل 2000 (العمر 96 سنة)         | البداية: 25 يوليو 1957 النهاية: 7 نوفمبر 1987                    | البداية: 8 نوفمبر 1959 النهاية: 8 نوفمبر 1964 | الحزب الحر الدستوري الجديد                                              | فاز بورقيبة في أول انتخابات رئاسية في تاريخ تونس.                                   |                                                 | |
| 1     |        | رئيس الجمهورية الحبيب بورقيبة 3 أغسطس 1903 – 6 أبريل 2000 (العمر 96 سنة)         | البداية: 25 يوليو 1957 النهاية: 7 نوفمبر 1987                    | الحزب الاشتراكي الدستوري                      | 1964                                                                    | البداية: 8 نوفمبر 1964 النهاية: 2 نوفمبر 1969                                       | فاز بورقيبة بولاية رئاسية ثانية.                | |
| 1     | 1969   | رئيس الجمهورية الحبيب بورقيبة 3 أغسطس 1903 – 6 أبريل 2000 (العمر 96 سنة)         | البداية: 25 يوليو 1957 النهاية: 7 نوفمبر 1987                    | الحزب الاشتراكي الدستوري                      | البداية: 2 نوفمبر 1969 النهاية: 3 نوفمبر 1974                           | فاز بورقيبة بولايته الرئاسية الثالثة والأخيرة وفقا للدستور.                         |                                                 | |
| 1     | 1974   | رئيس الجمهورية الحبيب بورقيبة 3 أغسطس 1903 – 6 أبريل 2000 (العمر 96 سنة)         | البداية: 25 يوليو 1957 النهاية: 7 نوفمبر 1987                    | الحزب الاشتراكي الدستوري                      | البداية: 3 نوفمبر 1974 النهاية: 7 نوفمبر 1987                           | بعد هذه الانتخابات، أعلن بورقيبة نفسه رئيسا مدى الحياة.                             |                                                 | |
| 2     |        | رئيس الجمهورية زين العابدين بن علي 3 سبتمبر 1936 – 19 سبتمبر 2019 (العمر 83 سنة) | البداية: 7 نوفمبر 1987 النهاية: 14 يناير 2011                    | الحزب الاشتراكي الدستوري                      |                                                                         | 1986                                                                                | البداية: 7 نوفمبر 1987 النهاية: 2 أبريل 1989    | بعد انقلاب 1987، تولى رئيس الوزراء بن علي منصبه كرئيس مؤقت.                                                  |
| 2     |        | رئيس الجمهورية زين العابدين بن علي 3 سبتمبر 1936 – 19 سبتمبر 2019 (العمر 83 سنة) | البداية: 7 نوفمبر 1987 النهاية: 14 يناير 2011                    | التجمع الدستوري الديمقراطي                    | 1989                                                                    | البداية: 2 أبريل 1989 النهاية: 20 مارس 1994                                         | فاز بن علي بأول انتخابات رئاسية منذ 15 عاما.    | |
| 2     | 1994   | رئيس الجمهورية زين العابدين بن علي 3 سبتمبر 1936 – 19 سبتمبر 2019 (العمر 83 سنة) | البداية: 7 نوفمبر 1987 النهاية: 14 يناير 2011                    | التجمع الدستوري الديمقراطي                    | البداية: 20 مارس 1994 النهاية: 24 أكتوبر 1999                           | فاز بن علي بولاية رئاسية ثانية.                                                     |                                                 | |
| 2     | 1999   | رئيس الجمهورية زين العابدين بن علي 3 سبتمبر 1936 – 19 سبتمبر 2019 (العمر 83 سنة) | البداية: 7 نوفمبر 1987 النهاية: 14 يناير 2011                    | التجمع الدستوري الديمقراطي                    | البداية: 24 أكتوبر 1999 النهاية: 24 أكتوبر 2004                         | فاز بن علي بولايته الرئاسية الثالثة في أول انتخابات رئاسية تعددية في تونس.          |                                                 | |
| 2     | 2004   | رئيس الجمهورية زين العابدين بن علي 3 سبتمبر 1936 – 19 سبتمبر 2019 (العمر 83 سنة) | البداية: 7 نوفمبر 1987 النهاية: 14 يناير 2011                    | التجمع الدستوري الديمقراطي                    | البداية: 24 أكتوبر 2004 النهاية: 12 نوفمبر 2009                         | فاز بن علي بفترة رئاسية رابعة بعد أن سمح له بذلك بموجب الاستفتاء الدستوري عام 2002. |                                                 | |
| 2     | 2009   | رئيس الجمهورية زين العابدين بن علي 3 سبتمبر 1936 – 19 سبتمبر 2019 (العمر 83 سنة) | البداية: 7 نوفمبر 1987 النهاية: 14 يناير 2011                    | التجمع الدستوري الديمقراطي                    | البداية: 12 نوفمبر 2009 النهاية: 14 يناير 2011                          | فاز بن علي بولايته الرئاسية الخامسة والأخيرة قبل الإطاحة به.                        |                                                 | |
| 3     |        | رئيس الجمهورية المؤقت فؤاد المبزع ولد:                                           | البداية: 15 يناير 2011 النهاية: 13 ديسمبر 2011                   | التجمع الدستوري الديمقراطي                    |                                                                         | مؤقت                                                                                | البداية: 15 يناير 2011 النهاية: 13 ديسمبر 2011  | أصبح المبزع، بصفته رئيسًا للبرلمان، رئيسًا مؤقتًا بعد إطاحة المجلس الدستوري للجمهورية ببن علي.                  |
| 3     |        | رئيس الجمهورية المؤقت فؤاد المبزع ولد:                                           | البداية: 15 يناير 2011 النهاية: 13 ديسمبر 2011                   | مستقل (بدون حزب)                              | وتم تمديد ولاية المبزع حتى انتخاب المجلس التأسيسي بعد إلغاء دستور 1959. | مؤقت                                                                                | البداية: 15 يناير 2011 النهاية: 13 ديسمبر 2011  | |
| 4     |        | رئيس الجمهورية المنصف المرزوقي ولد:                                              | البداية: 13 ديسمبر 2011 النهاية: 31 ديسمبر 2014                  |                                               | المؤتمر من أجل الجمهورية                                                | 2011                                                                                | البداية: 13 ديسمبر 2011 النهاية: 31 ديسمبر 2014 | لم يتم انتخاب المرزوقي بشكل مباشر، بل تم انتخابه مؤقتا من قبل المجلس الوطني التأسيسي حتى الانتخابات المقبلة. |
| 5     |        | رئيس الجمهورية الباجي قائد السبسي 29 نوفمبر 1926 – 25 يوليو 2019 (العمر 92 سنة)  | البداية: 31 ديسمبر 2014 النهاية: 25 يوليو 2019† (توفي في المنصب) |                                               | نداء تونس                                                               | 2014                                                                                | البداية: 31 ديسمبر 2014 النهاية: 25 يوليو 2019  | فاز قائد السبسي بأول انتخابات رئاسية من جولتين، وكان أول رئيس يتوفى في منصبه.                                |
| 6     |        | رئيس الجمهورية المؤقت محمد الناصر ولد:                                           | البداية: 25 يوليو 2019 النهاية: 23 أكتوبر 2019                   |                                               | نداء تونس                                                               | مؤقت                                                                                | البداية: 25 يوليو 2019 النهاية: 23 أكتوبر 2019  | أصبح الناصر، بصفته رئيس مجلس نواب الشعب، رئيسا مؤقتا بعد وفاة الرئيس قائد السبسي.                            |
| 7     |        | رئيس الجمهورية قيس سعيد ولد:                                                     | البداية: 23 أكتوبر 2019 (تنتهي العهدة في 23 أكتوبر 2024)         |                                               | مستقل (بدون حزب)                                                        | 2019                                                                                | البداية: 23 أكتوبر 2019                         | فاز سعيد بأول انتخابات رئاسية جرت فيها مناظرة رئاسية.                                                        |

ملاحظات
1. ↑  في 25 يوليو 1957، أعلن المجلس القومي التأسيسي التونسي عن تعيين رئيس الوزراء الحبيب بورقيبة في منصب رئيس الجمهورية التونسية حتى الانتخابات الرئاسية المقبلة التي ستنظم بعد صياغة دستور تونس 1959.
2. ↑  خلال فترة رئاسته، أعلن الحبيب بورقيبة نفسه رئيسًا مدى الحياة وخدم بهذه الصفة حتى تمت الإطاحة به في انقلاب 7 نوفمبر 1987.
3. ↑  بعد انقلاب 7 نوفمبر 1987، تولى رئيس الوزراء زين العابدين بن علي منصب رئيس الجمهورية التونسية حتى الانتخابات الرئاسية التونسية.
4. ↑  خلال فترة رئاسته، تمت إطاحة زين العابدين بن علي من منصبه بعد ضغوطات الثورة التونسية.
5. ↑  تم تعيين فؤاد المبزع في منصب رئيس الجمهورية التونسية الثالث مؤقتا في 15 يناير 2011. وبموجب المادة 57 من دستور تونس 1959، كان من المفترض إجراء الانتخابات بين 45 و 60 يوماً بعد تعيين المبزع. ولكن في 3 مارس 2011، أعلن إلغاء دستور تونس 1959 وانتخاب المجلس الوطني التأسيسي مكلفة بصياغة دستور جديد. استمرت فترة ولايته قرابة عام حتى انتخبت المجلس الوطني التأسيسي المشكلة حديثًا رئيسًا جديدًا.
6. ↑  انتخب المجلس الوطني التأسيسي المنصف المرزوقي في منصب رئيس الجمهورية التونسية حتى صياغة دستور جديد وانتخاب رئيس جديد.
7. ↑  أصبح محمد الناصر، بصفته رئيسًا لمجلس نواب الشعب، رئيس رئيس الجمهورية التونسية المؤقت بعد وفاة الرئيس الباجي قائد السبسي في 25 يوليو 2019. وظل في منصبه حتى إجراء انتخابات مبكرة في 23 أكتوبر 2019.
8. ↑  حسب الموقع الرسمي لرئاسة الجمهورية يعتبر أن قيس سعيد هو الرئيس السابع الذي يتولى المنصب. لا يوجد فرق بين الرؤساء المنتخبين والرؤساء المؤقتين.

## الترتيب حسب المدة
| المرتبة | الرئيس                  | المدة                       |
| ------- | ----------------------- | --------------------------- |
| 1       | الحبيب بورقيبة          | 30 سنوات و105 أيام          |
| 2       | زين العابدين بن علي     | 23 سنوات و68 أيام           |
| 3       | قيس سعيد☢               | 5 سنوات و267 أيام           |
| 4       | الباجي قائد السبسي☢     | 4 سنوات و206 أيام           |
| 5       | المنصف المرزوقي         | 3 سنوات و18 أيام            |
| 6       | فؤاد المبزع (رئيس مؤقت) | 332 أيام                    |
| 7       | محمد الناصر (رئيس مؤقت) | 90 أيام                     |
| 8       | قيس سعيد                | منذ 23 أكتوبر 2019 الى الان |